# Деккер, Томас (писатель)
Томас Де́ккер (англ. Thomas Dekker, ок. 1572 — ок. 1632), английский драматург-елизаветинец, мастер бытовой драмы, поэт, памфлетист.

## Биография
О происхождении Деккера ничего не известно. Как драматург он впервые упоминается в 1598 в связи с труппой «Слуги лорда-адмирала». Работал обычно в соавторстве с другими драматургами; большинство его пьес утрачено.
Приблизительно в 1609, возможно, по материальным соображениям, Деккер вернулся в театр. Запутавшись в долгах, он в 1613 попал в тюрьму, где провел около шести лет.
Среди его поздних работ — бытовая драма «Эдмонтонская ведьма» («The Witch of Edmonton», 1621), с позиции просвещённого ума протестующая против охоты на ведьм. Затем последовали несколько пьес в модном трагикомическом жанре, а также сцены для торжеств в честь лорда-мэра.
Умер Деккер ок. 1632.

## Творчество
Три наиболее известные драмы Деккера относятся к раннему периоду:
- «Старый Фортунат» («Old Fortunatus», 1600), фольклорно-лирическая пьеса
- «Праздник башмачника» («The Shoemaker’s Holiday», 1600), принесшая ему самый крупный успех, в его основу лёг сюжет новеллы «Благородное ремесло» Томаса Делони.
- «Бич сатирика» («Satiromastix», 1602) — сатира на Бена Джонсона, которую ставили во время «войны театров».

- В 1604 появилась психологическая трагедия «Добродетельная шлюха» («The Honest Whore», часть I), а затем — ряд сатирических «городских» комедий в соавторстве с Томасом Мидлтоном и Джоном Вебстером.

## Памфлеты
Приблизительно в 1606—1607 Деккер оставил театр и продолжил серию памфлетов, начатую «Банкетом холостяка» («The Batchelor’s Banket», 1603).
Наибольшую известность получили «Букварь чайки» («The Gull’s Hornbook», 1609) — описание жизни лондонских модников и театралов, и Удивительный год («The Wonderful Year», 1603), оставивший достоверную картину лондонской чумы.
«Семь смертных грехов Лондона» («The Seven Deadly Sins of London», 1606), «Новости из ада» («News From Hell», 1606) и «Лампада и свеча» («Lanthorn and Candlelight», 1608) обнажают пороки простолюдинов.
- «Четыре птицы из Ноева ковчега» («Four Birds of Noah’s Ark», 1609) — простая, ясная книга молитв.

Стиль прозаических памфлетов Деккера прост и прозрачен, а стихи песен в его пьесах сравнимы с лучшими образцами елизаветинской поэзии. В пьесах Деккера, с их изображением буржуазного быта, подлинным гуманизмом и демократическим пафосом, точно передана атмосфера елизаветинской эпохи.

### на русском языке
- И. А. Аксенов. Томас Хейвуд и Томас Деккер. / Аксёнов И. А. «Елизаветинцы: Статьи и переводы». - М., Художественная литература, 1938. С. 136—172.

### на английском
- Brooke R. John Webster and the Elisabethan Drama. L., 1916.
- Pierce F. E. The Collaboration of Webster and Dekker. N. Y., 1909.
- [ Суинберн ] Swinburne A. C. Thomas Dekker // Swinburne A. C. Age of Shakespeare. L., 1908.

## Переводы
- Деккер, Томас. «Добродетельная шлюха»: Ч.1, 2 / Пер. И. А. Аксёнов. Аксёнов И. А. Елизаветинцы: Статьи и переводы: [ «Бен Джонсон: Жизнь и творчество» 1931; «Бен Джонсон в борьбе за театр» 1933; «Томас Хейвуд и Томас Деккер» 1932; «Джон Флетчер»; Т.Хейвуд, «Красотка с Запада»; Т.Деккер, «Добродетельная шлюха»: Ч.1, 2; Д.Флетчер, «Укрощение укротителя» ]. М.:Художественная литература, 1938. — 719 с.

## Образ Томаса Деккера в кино
- Аноним / Anonymous (2011; Великобритания, Германия, США) режиссёр Роланд Эммерих, в роли Томаса Роберт Эммс.